# Restore-L
Restore-L est l'ancien nom de la mission spatiale expérimentale  de la NASA en cours de développement, connue depuis avril 2020 sous le nom d'OSAM-1, dont l'objectif est de tester différentes techniques de maintenance des satellites en orbite. 

## Objectifs
Restore-L doit permettre de tester des technologies permettant de prolonger la durée de vie des engins spatiaux en ravitaillant en ergols des satellites circulant sur une orbite basse et non conçus pour une telle opération. Durant sa mission d'une durée de 12 mois Restore-L doit manœuvrer pour opérer un rendez-vous avec un satellite du gouvernement américain (Landsat 7), s'amarrer à lui, le ravitailler puis s'en éloigner. Le satellite embarque les technologies suivantes. :
- Système de navigation autonome
- Logiciel de contrôle des tâches de maintenance
- Deux bras robotiques avec le logiciel permettant de les contrôler
- Une famille d'outils sophistiqués et multi-fonctions permettant d’exécuter les tâches de maintenance
- Système de transfert de carburant permettant de le fournir à la bonne température, pression et débit.

## Déroulement du projet
Le projet est géré par le  Centre de vol spatial Goddard (établissement de la NASA) et le satellite devrait être construit par la société Space Systems/Loral. Courant 2018 le projet est en cours de conception. Son cout est évalué à environ 600-750 millions US$. La date de lancement, qui doit être confirmée, pourrait se situer vers la fin 2021.